# Schinus fasciculata
Schinus fasciculata là một loài thực vật có hoa trong họ Đào lộn hột. Loài này được (Griseb.) I.M. Johnst. miêu tả khoa học đầu tiên năm 1938.